# 钓鱼者之环
钓鱼者之环（英語：Angler's loop）是一种用于编织环套的结，对一般的线效果良好。它是少数环结中可以用于橡皮筋或弹力绳的。它相当安全和稳当但是它容易堵塞并且不适合打结。这种环在海湾经常使用。